# Kazuko Hironaka
Kazuko Hironaka (弘中 和子, Hironaka Kazuko) is een Japans voormalig voetbalster.

## Carrière
Hironaka speelde voor Nissan FC Ladies.
Hironaka maakte op 17 oktober 1984 haar debuut in het Japans vrouwenvoetbalelftal tijdens een vriendschappelijke wedstrijd (Xi'an uitnodiging) tegen Italië. Zij nam met het Japans elftal deel aan het Aziatisch kampioenschap 1986, 1989 en Aziatische Spelen 1990. Ze heeft 21 interlands voor het Japanse vrouwenelftal gespeeld en scoorde daarin drie keer.

## Statistieken
| Japans vrouwenvoetbalelftal | Japans vrouwenvoetbalelftal | Japans vrouwenvoetbalelftal |
| Jaar                        | Wed.                        | Dlp.                        |
| --------------------------- | --------------------------- | --------------------------- |
| 1984                        | 3                           | 0                           |
| 1985                        | 0                           | 0                           |
| 1986                        | 10                          | 0                           |
| 1987                        | 2                           | 0                           |
| 1988                        | 0                           | 0                           |
| 1989                        | 3                           | 2                           |
| 1990                        | 3                           | 1                           |
| Totaal                      | 21                          | 3                           |